# 후앙흰배쥐
후앙흰배쥐(Niviventer huang)는 쥐과에 속하는 설치류의 일종이다. 캄보디아와 라오스, 태국, 베트남, 중국 남동부에서 발견되며, 인도차이나에서 가장 널리 분포하는 흰배쥐 종이다. 이전에는 밤색흰배쥐(N. fulvescens)의 아종으로 간주했지만, 형태학적 특징과 유전학 분석을 통해 별도의 종으로 분리되었다.